# Seven Kingdoms: Conquest
Seven Kingdoms: Conquest è un'espansione del videogioco di strategia in tempo reale Seven Kingdoms, ambientata in un ipotetico passato durante un'immaginaria guerra, in cui si deve costruire e controllare un esercito occupandosi di un regno; sviluppata da Enlight Software e distribuita nel 2007 per Windows.

## Modalità di gioco
Le due campagna, di varie missioni in serie, per il gioco in singolo sono relative a: "umani" (7 civiltà con ognuna 3 stati) e "demoni" (7 specie). 
Inoltre si hanno a disposizione mappe che sono poi utilizzabili sia per il gioco in gruppo con modem (in due) o su LAN e su Internet, che in singolo contro il computer come schermaglia "skirmish".

## Accoglienza
Sul sito web Metacritic, il gioco detiene un punteggio di 38/100 in base alle 14 recensioni. Tom Chick di IGN, con un voto di 3/10, ha sollevato critiche sulla grafica, sull'interfaccia, sulla mancanza di formazioni e sulla presenza di numerosi bug, e ha dichiarato: "Seven Kingdoms Conquest non ha quasi niente in comune con i giochi precedenti. Gli sviluppatori della Enlight hanno completamente perso di vista cosa ha reso speciale questa serie". Di riflesso, Brett Todd di Gamespot ha votato il gioco con un 2/10, criticandone il gameplay generico, l'IA pessima, le campagne non finite e la presenza di numerosi bug e problemi nel design.